# Idmon distanti
Idmon distanti es una especie de mariposa, de la familia de los hespéridos.

## Distribución
Idmon distanti está distribuida entre la región indomalaya y Australasia y ha sido reportada en al menos 11 países o regiones diferentes.
Plantas hospederas
No se conocen las plantas hospederas de I. distanti.